# A86高速公路

A86高速公路（圖中外藍內黄著色之路線）

A86高速公路（法語：Autoroute A86），又称巴黎超级环城大道（super-périphérique parisien），是法國首都巴黎第二条绕城道路，為巴黎4條外環道路之一。其以巴黎城市中心的巴黎圣母院为原点，大致位于其外围8到16千米处。